# 東浦義雄
東浦 義雄（ひがしうら よしお、1914年 - ）は、日本の英文学者。早稲田大学名誉教授。

## 来歴
北海道函館市生まれ。1938年早稲田大学文学部英文学専攻科卒業。53-54年エディンバラ大学文学部英語専修科に留学研修。早大理工学部教授を務め、85年定年退任、名誉教授。

## 著書
- 英文解釈一週間 十字屋書店 1952 (大学入試対策叢書)
- 英作文一週間 至誠堂 1955 (入試対策叢書)
- 四季の英国 風物誌 千城書店 1956
- カメラ英国紀行 篠崎書林 1958
- 速解英文法 三省堂 1967.7
- 集中英文法 旺文社 1969
- スコットランドXIの謎 大修館書店 1988.12
- 霧に包まれたイギリス人 論創社 2002.12

## 共編著
- コンサイス英文法辞典 鈴木幸夫共編 拓文社 1949
- 入門英文法辞典 鈴木幸夫共編 拓文社 1950
- 英文法一週間 鈴木幸夫共著 十字屋書店 1951 (入試対策叢書)
- 詳解英文法辞典 鈴木幸夫共編 拓文社 1952
- 英文法辞典 鈴木幸夫共著 三省堂出版 1955
- 英米の年中行事 板倉恵美子共著 研究社出版 1963 (カレッジ・ライブラリー)
- 英文法用例辞典 鈴木幸夫共著 三省堂 1965
- 英語世界の俗信・迷信 船戸英夫,成田成寿共著 大修館書店 1974
- イギリス伝承文学の世界 竹村恵都子共著 大修館書店 1993.4

## 翻訳
- 英語発達小史 アーネスト・ウィークリー 三省堂 1942 (語学文庫)
- ゲルマン神話 北欧のロマン ドナルド・A.マッケンジー 竹村恵都子共編訳 大修館書店 1997.12
- ゲルマン英雄伝説 ドナルド・A.マッケンジー 東京書籍 2002.5
- トロルの森の物語 北欧の民話集 ウィリアム・クレーギー 東洋書林 2004.11
- 人魚と結婚した男 オークニー諸島民話集 トム・ミュア 三村美智子共訳 あるば書房 2004.2

## 参考
- 著書の紹介文